# The Burning
The Burning es una película de terror estadounidense de 1981, dirigida por Tony Maylam.

## Argumento
La historia comienza en Camp Blackfoot, donde unos niños tratan de hacerle una broma al conserje, pero la situación se sale de control y da como resultado una antorcha humana con el cuerpo de Cropsy. Éste queda gravemente herido y desfigurado aunque se salva pasando cinco años en el hospital recuperándose e incluso recibiendo injertos de piel sin éxito.
Después del tiempo de recuperación en el hospital y ser dado de alta, Cropsy, con constantes deseos de venganza, regresa al campamento donde trabajó cuyo nombre fue cambiado a Camp Stonewater debido a los sucesos anteriores. Allí comienza su venganza.

## Reparto
- Brian Matthews es Todd.
- Leah Ayres es Michelle.
- Brian Backer es Alfred.
- Larry Joshua es Glazer.
- Jason Alexander es Dave.
- Ned Eisenberg es Eddy.
- Carrick Glenn es Sally.
- Carolyn Houlihan es Karen.
- Fisher Stevens es Woodstock.
- Lou David es Cropsy.

## Banda Sonora

### Lista de canciones
1. Theme From The Burning (3:33)
2. The Chase Continues (Po's Plane) (3:53)
3. Variations On The Fire (5:13)
4. Shear Terror and More (4:34)
5. The Burning (End Title Theme) (2:01)
6. Campfire Story (3:09)
7. The Fire (3:25)
8. Doin' It (2:42)
9. Devil's Creek Breakdown (2:21)
10. The Chase (2:02)
11. Shear Terror (2:43)

```
(Rick Wakeman)
```